# FC Etar 1924 Veliko Tarnovo
OFC Etar Veliko Tarnovo (Bulgaars: ПФК Етър Велико Търново) is een Bulgaarse voetbalclub uit Veliko Tarnovo.
Etar Tarnovo werd in 1924 opgericht als fusie tussen Mladezhkij SK, Slava Tarnovo, Feniks Tarnovo en Viktoriya Tarnovo en werd landskampioen in 1991, dat was het enige hoogtepunt in de clubgeschiedenis, daarna verloor de club de greep op de competitie en zakte langzaam weg en degradeerde in 1998. In totaal speelde de club 26 seizoenen in de hoogste klasse.
In de zomer van 2002 werd de club heropgericht als Etar 1924 Veliko Tarnovo. In 2012 werd de club kampioen in de westelijke groep van de B Grupa. Door financiële problemen werd de club op 8 mei 2013 ontbonden. Op 17 juli van dat jaar werd OFC Etar Veliko Tarnovo nieuw opgericht en kocht de licentie van  FC Botev Debelets, dat in de V Grupa speelde. In 2016 promoveerde de club naar de tweede klasse en een seizoen later was de club weer terug op het hoogste voetbalniveau in Bulgarije.

## Erelijst
- Landskampioen

1991
- B Grupa West

2012
- V Grupa Noord-West

2003, 2016

## Eindklasseringen vanaf 1957
| 4 |

| 6 |

| 3 |

| 9 |

| 6 |

| 9 |

| 4 |

| 5 |

| 3 |

| 4 |

| 12 |

| 7 |

| 1 |

| 6 |

| 12 |

| 12 |

| 16 |

| 4 |

| 15 |

| 2 |

| 2 |

| 3 |

| 1 |

| 15 |

| 1 |

| 10 |

| 8 |

| 10 |

| 8 |

| 10 |

| 7 |

| 9 |

| 3 |

| 3 |

| 1 |

| 5 |

| 6 |

| 6 |

| 9 |

| 12 |

| 13 |

| 16 |

| 12 |

| 13 |

| 3 |

| 10 |

| 1 |

| 8 |

| 11 |

| 8 |

| 6 |

| 7 |

| 13 |

| 5 |

| 3 |

| 1 |

| 16 |

| 5 |

| 2 |

| 1 |

| 1 |

| 11 |

| 7 |

| 10 |

| 14 |

| 4 |

| 2 |

| 16 |

| 7 |

| Parva Liga/A Grupa | Vtora Liga/B Grupa | Treta Liga/V AFG | A OFG Regionaal |

## Etar in Europa
Uitslagen vanuit gezichtspunt FC Etar 1924 Veliko Tarnovo
| Seizoen | Competitie    | Ronde        | Land               | Club                  | Totaalscore | 1e W    | 2e W    | PUC |
| ------- | ------------- | ------------ | ------------------ | --------------------- | ----------- | ------- | ------- | --- |
| 1974/75 | UEFA Cup      | 1R           | Vlag van Italië    | Internazionale        | 0-3         | 0-0 (T) | 0-3 (U) | 1.0 |
| 1991/92 | Europacup I   | 1R           | Vlag van Duitsland | 1. FC Kaiserslautern  | 1-3         | 0-2 (U) | 1-1 (T) | 1.0 |
| 1995    | Intertoto Cup | Groep 9      | Vlag van Roemenië  | Ceahlaul Piatra Neamt | 0-2         | 0-2 (U) |         | 0.0 |
|         |               | Groep 9      | Vlag van Nederland | FC Groningen          | 0-3         | 0-3 (U) |         | 0.0 |
|         |               | Groep 9      | Vlag van België    | KSK Beveren           | 1-2         | 1-2 (T) |         | 0.0 |
|         |               | Groep 9 (5e) | Vlag van Tsjechië  | FC Boby Brno Unistav  | 3-2         | 3-2 (T) |         | 0.0 |

Totaal aantal punten voor UEFA coëfficiënten: 2.0
Zie ook
- Deelnemers UEFA-toernooien Bulgarije
- Ranglijst van alle clubs die in de diverse Europa Cups zijn uitgekomen

## Bekende (oud-)spelers
- Erol Erdal Alkan
- Wim Bokila
- Laurent Castellana
- Sam De Meester
- Stuart van Doten
- Ingmar Maayen
- Karim Mossaoui
- Jerson Ribeiro
- Patrick Samba
- Faysal Shayesteh
- Jasar Takak